# Wanda (Misiones)
Wanda (pronunciáse Vanda en polaco) es una ciudad argentina de la provincia de Misiones, ubicada dentro del departamento Iguazú. El municipio con base en ella es denominado Colonia Wanda, sin embargo, la localidad es por lo general llamada Wanda.
En 2010 se censaron 15 529 personas en todo el municipio, de los cuales 13901 vivían en el área urbana; en 2001 se censaron 11799 en el área urbana lo que representa un incremento del 18% en 10 años. Se halla a 258 km de Posadas, la capital provincial, y a tan solo 55 km de las Cataratas del Iguazú, y supone una parada obligada para los turistas que recorren la provincia, visitando las minas de extracción de piedras preciosas y ornamentales. En la actualidad, es el segundo destino turístico elegido dentro de la provincia.[cita requerida]
Wanda se encuentra bien comunicada al resto del país por la Ruta Nacional 12, que la comunica con Puerto Iguazú, Posadas y Buenos Aires. Asimismo en Wanda tiene su origen la Ruta Provincial 19, única vía de acceso para la ciudad de Andresito y el puente internacional que comunica a esta última con Capanema, en Brasil.
La principal actividad económica es la forestación, alrededor de la mitad de las tierras del municipio están cubiertas por masas boscosas reforestadas. También son importantes el cultivo de yerba mate y el turismo.

## Historia
Los latifundios del norte de la provincia de Misiones que habían permanecido en manos de uno pocos, para la década de 1910 comenzaron a subdividirse y a ser adquiridas por compañías comerciales organizadas desde Buenos Aires originando así, el inicio de la colonización privada en la zona norte del Alto Paraná.
La Compañía Colonizadora del Norte S.A adquirió grandes extensiones de tierra en la región a comienzos del siglo XX fundando la colonia Wanda el 15 de agosto de 1936 y a unos treinta kilómetros al este de ella, la Colonia Gobernador Juan José Lanusse en 1937. Los primeros habitantes eran colonos de origen polaco, aunque luego se sumaron suizos, alemanes y paraguayos a quienes la compañía les facilitó conocimientos básicos y elementos para que pudieran radicarse y trabajar la tierra. 
El nombre Wanda fue asignado sin que la colonizadora explicitara el por qué. Así fue como surgieron varias versiones que explican el origen del mismo. La más conocida explica que hace alusión a una princesa polaca famosa por su bondad y belleza que vivía en la ciudad de Cracovia, quien se sacrificó por su país, arrojándose al río Vístula para no casarse con el príncipe heredero al trono alemán. Otra versión muy aceptada asegura que hace alusión al nombre de la hija del Mariscal Piłsudski del ejército polaco (un héroe polaco), Wanda Piłsudska (1918-2001). 
Para mediados de la década del cuarenta, Wanda tenía un puerto habilitado, atención médica, tiendas y almacenes, depósitos y galpones de la Compañía Introductora de Buenos Aires donde se almacenaba el tabaco Kentucky y varios aserraderos. Los colonos de Wanda y Juan J. Lanusse plantaron tabaco, tung, cítricos y los restantes cultivos de subsistencia. El Estado Nacional a medida que la colonia fue creciendo construyó escuelas, centros de salud, registro civil y un puesto de Gendarmería Nacional.
La nueva colonia fue progresando lentamente primero y aceleradamente después de la llegada de las rutas asfaltadas. Su organización jurídica data de 1956, cuando por decreto 1421 del 15 de noviembre de ese año, el entonces interventor de la Nación al Adolfo Pomar crea la primera Comisión de Fomento, asignándole su jurisdicción territorial y designando a los integrantes de la misma.
El aniversario de la localidad se conmemora el 15 de agosto. Cuenta con su himno propio y bandera local.

## Gobierno
El Ejecutivo está a cargo de un intendente y cuenta con un Poder Legislativo compuesto por siete concejales. En mayo de 2021 falleció el intendente en ejercicio asumiendo interinamente el concejal Cuper.El 10 de diciembre de 2023, Romina Faccio asume en el cargo, siendo la primera intendente mujer de la localidad.

## Turismo
El mayor atractivo turístico de la localidad, lo constituyen las minas de piedras preciosas. Esta riqueza natural fue descubierta accidentalmente por Amalia Bogado, esposa de Victor Enebelo, quien se cortó con una piedra preciosa al introducir sus manos hasta el fondo del arroyo donde lavaba la ropa. Años más tarde sus hijos, Higinio y Hector Enebelo, hicieron una exploración en el terreno y comprobó la existencia de una mina que de inmediato registró en la Dirección de Minas y Geología y le dio el nombre de Selva Irupé.
Otro punto de interés cultural en la localidad, lo constituye el Museo Histórico, Nuestra Señora del Iguazú. El 15 de agosto se celebra el aniversario de la fundación con un acto conmemorativo. Otro evento es la fiesta patronal celebrada en la primera Iglesia fundada por inmigrantes polacos, la Iglesia de Nuestra Señora de Czestochowa, una capilla muy pintoresca, ubicada en el Barrio Industrial de esta localidad.

## Geografía y Geología
El relieve de la región exhibe una apariencia mesetiforme y escalonada, enmascarada por una exuberante vegetación que desciende desde el dorso serrano central hacia la franja ondulada del Paraná. En el Este, las alturas pueden alcanzar hasta 250 metros, descendiendo a 150 metros en la ribera del Paraná. Se identifica la presencia de sierras, como la Sierra Morena, orientada de Noroeste a Suroeste y cubierta de densa vegetación.
Desde el punto de vista estructural, Wanda se apoya en un macizo cristalino de origen paleozoico, contradiciendo las afirmaciones de los estudiosos del ciclo petrogenético de la Provincia de Misiones. Wanda, situada en Misiones, consiste en casi el 100% de territorio compuesto por basalto, cronológicamente ubicado en el Pérmico, Triásico y posiblemente Jurásico. Misiones se encuentra en una cubeta colmada por efusiones volcánicas, principalmente basalto, con un espesor de 1500 a 1800 metros en toda la provincia, variando en dirección.
Respecto al suelo, la Provincia de Misiones está constituida por laterita, un mineral rojo ladrillo con alto contenido de óxido de hierro, geológicamente perteneciente a terrenos de Precámbrico con muestras del período Cretácico. El suelo es hidromórfico, muy evolucionado, derivado de sedimentos aluviales antiguos, propicio para cultivos como la forestación debido a la disponibilidad de agua.

## Clima
Wanda, al encontrarse astronómicamente ubicada entre los 25° 59' de latitud sur y en las cercanías del trópico de Capricornio (23° 27' S), experimenta un clima subtropical sin estación seca. A pesar de que su posición la predispondría a un clima más cálido, la presencia del bosque actúa como un moderador de las temperaturas. Las lluvias frecuentes son consecuencia de los vientos que provienen del Atlántico.

## Medios de comunicación
Cuenta con seis emisoras de radio FM y dos emisoras de canales de televisión.